# Park Chung-Sam
Park Chung-Sam (en coreano: 박 청삼; 9 de noviembre de 1946) es un deportista surcoreano que compitió en judo. Ganó una medalla de bronce en el Campeonato Mundial de Judo de 1967 en la categoría de –70 kg.
Participó en los Juegos Olímpicos de Tokio 1964, donde finalizó quinto en la categoría de –68 kg.

## Palmarés internacional
| Campeonato Mundial | Campeonato Mundial              | Campeonato Mundial | Campeonato Mundial |
| Año                | Lugar                           | Medalla            | Categoría          |
| ------------------ | ------------------------------- | ------------------ | ------------------ |
| 1967               | Salt Lake City (Estados Unidos) | Medalla de bronce  | –70 kg             |